# Robert Holdstock
Robert Paul Holdstock (Hythe (Kent), 2 augustus 1948 - Londen, 29 november  2009) was een Brits fantasy- en sciencefictionschrijver. Hij is beroemd geworden met zijn roman Mythago Wood.
Holdstock werd professioneel schrijver in 1975. Hij schrijft ook onder de pseudoniemen Richard Kirk, Robert Faulcon, Chris Carlsen en Ken Blake.
Holdstock won met de korte versie van Mythago Wood zijn eerste British Science Fiction Award  (BSFA) in 1981. De romanversie was in 1984 goed voor zijn tweede BSFA en in 1985 voor de World Fantasy Award. De roman Lavondyss leverde in 1988 de derde BSFA op. De novelle The Ragthorn, geschreven met Garry Kilworth won in 1992 de World Fantasy Award en in 1993 een BSFA.
Holdstock woonde in het noorden van Londen, verzamelde maskers en ontsnapte zo vaak hij kon naar de bossen. Hij overleed in november 2009 aan een escherichia coli-infectie.

## Gedeeltelijke bibliografie
Mythago Wood cyclus
- Mythago Wood (1984) nl:Mythago Woud
- Lavondyss (1988) nl:Het Hart van het Woud
- The Bone Forest (1991 - korte verhalen)
- The Hollowing (1993) nl:Schaduwenwoud
- Merlin's Wood (1994)
- Gate of Ivory, Gate of Horn (1997)

The Merlin Codex
- Celtika (2001)
- The Iron Grail (2002)

Overige romans
- Eye Among the Blind (1976) nl:Ziende Blind
- Earthwind (1977) nl:Aardwind
- Necromancer (1978)
- The Emerald Forest (1985 - naar de gelijknamige film)
- The Fetch (1991 - ook uitgebracht als Unknown Regions) nl:Schemerzone
- Ancient Echoes (1996)

Verzamelbundels
- Where Time Winds Blow (1981) nl:Waar de Tijdwind Waait
- In the Valley of the Statues (1982) nl:Sintels en Andere Verhalen